# Woldemar von Schmettau

Woldemar von Schmettau

Woldemar Hermann Graf von Schmettau, auch Schmettow, (* 26. Mai 1719 in Berlin; † 24. Oktober 1785 in Plön) war ein Offizier, Gutsbesitzer und Schriftsteller.

## Leben und Wirken
Woldemar von Schmettau stammte aus einer schlesischen Familie, die durch Handelsgeschäfte aufstieg und 1668 in den Adelsstand erhoben wurde. Sein Vater Carl Friedrich (* 19. Januar 1691 in Breslau; † 16. August 1728 in Kassel) war seit 1717 Freiherr. Die Mutter Hedwig, geborene Freiin von Lüvendal (getauft am 18. August 1695 in Bothkamp; † vermutlich 1725) war eine Urenkelin von Friedrich III. von Dänemark und eine Enkelin von Ulrik Frederik Gyldenløve und Marie Grubbe.
Von Schmettau verlor in jungen Jahren zunächst die Mutter, danach den Vater. Als Waisenkind wurde er 1728 entführt und zu seinem Großvater Lövendal gebracht, der ein sächsischer Minister war. So wurde er in der Dresdner Hofgesellschaft groß. Von 1736 bis 1740 studierte er an der Universität Leipzig. Danach reiste er als Kavalier in die Niederlande und nach Paris. Als preußischer Stallmeister erhielt er im Juli 1741 keine Zulassung zum preußischen Kriegsdienst.
1742 ging von Schmettau als Oberstleutnant mit Truppen des Kaisers nach Süddeutschland. 1743 wurde er zum Oberst ernannt und übernahm das Kommando über ein Infanterieregiment. Während dieser Zeit freundete er sich mit Johann Hartwig Ernst von Bernstorff an. 1744/45 und 1747/48 kämpfte er in den Niederlanden unter dem französischen Feldmarschall Woldemar Lövendal, der sein Onkel war. Aufgrund seiner bis dahin vollbrachten Leistungen und familiärer Beziehungen trat er danach in den Dienst des dänischen Staates und wirkte zumeist in den Herzogtümern.
1746 übernahm von Schmettau als Oberst das Itzehoer Leibregiment zu Pferde. 1750 kaufte er den Schleswiger Bischofshof. 1753 wurde er zum Generalmajor ernannt. 1757/58 reiste er mit der hannoverschen Armee an die Weser. Nach der Beförderung zum Generalleutnant im Jahr 1759 wurde er ein Jahr später aus dem Dienst entlassen. 1762 erhielt er einen neuen Ruf der Armee und kommandierte deren rechten Flügel, der gegen die durch Mecklenburg einfallenden Russen kämpfte.
Von Schmettau war General der Kavallerie, als er am 1. Februar 1764 zum Kommandierenden General nördlich und südlich des Dovrefjell ernannt wurde. Ende April desselben Jahres erreichte er Norwegen und erlebte hier den Höhepunkt seiner Karriere im Militär. Als sehr guter Soldat und Organisator plante er eine Reform des Heeres, bei der er die Zustände in Norwegen berücksichtigte. Aufgrund dieser Maßnahmen und teilweise eigenwilliger Initiativen kam es zu Auseinandersetzungen mit dem Generalkriegsdirektorium in Kopenhagen. Dies galt insbesondere für Claude-Louis, comte de Saint-Germain, mit dem er anfangs befreundet gewesen war.
Anfang 1767 reiste von Schmettau nach Kopenhagen, wo er sich verteidigen wollte. Im April 1767 wurde er erneut aus der Armee verabschiedet. Ein geerbtes Vermögen hatte er aufgrund persönlicher und dienstlicher Ausgaben sowie vieler nicht erfolgreicher Handels- und Industrieprojekte verloren. 1767/68 ließ er sich in bescheidenen Verhältnissen in Preetz nieder. 1771/72 reiste er, unter anderem mit Wilhelm Heinse, durch Süddeutschland.
Danach bemühte sich von Schmettau, der 1747 ein Gut auf Holdorf bei Gadebusch verkauft hatte, wiederholt erfolglos um Kommandos im In- und Ausland. Bis Lebensende beschäftigte er sich mit philosophisch-theologischen Studien, die er teilweise anonym veröffentlichte. Er lehnte sämtliche Orthodoxie scharf und bitter ab, wodurch er immer wieder in Konflikte geriet. Das Oberkonsistorium führte daher ein Verfahren gegen ihn, das er aufgrund seiner Rechtskenntnis und Energie gewinnen konnte.

## Persönlichkeit
Von Schmettau war einer der fleißigsten Offiziere seiner Zeit, mit Leib und Seele Soldat und stets bemüht, die Organisation des Heeres zu optimieren. Er führte seine Truppen eifrig und kannte ältere und neuere militärische Literatur außergewöhnlich gut. Er gab militärwissenschaftliche Schriften heraus und förderte in der norwegischen Kriegsschule die militärische Bildung. Aufgrund seines Stolzes, der Erregbarkeit, der Weltanschauung und des Lebenswandels musste er seine Laufbahn im Militär vorzeitig beenden.
Von Schmettau besaß eine sehr umfangreiche Bildung wie die Adligen seiner Zeit, die sich an Frankreich orientierten. Sein Fachwissen im Bereich der alten Sprachen war auf dem Niveau eines Gelehrten, der in der Lage war, das Alte Testament auf Hebräisch zu lesen. Er besaß eine wichtige Bibliothek, die 1767 und 1769 in Christiania und Altona zur Versteigerung kam. Außerdem hatte er eine wertvolle Münzsammlung, die der König von Dänemark 1786 ankaufte.
Von Schmettau war ein Freund der schönen Künste und des Theaters. Als solchen ernannte ihn die Kopenhagener Akademie der Künste 1757 zum Ehrenmitglied. 1766 trat er in die Gesellschaft der Wissenschaften zu Trondheim ein, die er umfangreich unterstützte. Er ermutigte die Bürger von Christiania, die erste private Theatergesellschaft Norwegens zu gründen. Außerdem betätigte er sich als Freimaurer und erlangte früh hohe Grade. 1743 rief er in Frankfurt am Main eine Militärloge ins Leben. 1776 gründete er in Kiel die Loge „Louise zur gekrönten Freundschaft“ mit. Von 1746 bis 1760 gab es in Hamburg die Schottenloge „Schmettau“, die seinen Namen trug.

## Familie
Von Schmettau heiratete am 27. November 1743 im Kaiserdom St. Bartholomäus in Frankfurt am Main Amalie de Croix de Frechapelle (* 25. Februar 1717 vermutlich in Celle; † 1. September 1796 in Schleswig). Das Ehepaar hatte die Söhne Woldemar Friedrich und den dänisch-norwegischen General Carl (* 1744; † 1821).

## Ehrungen
1742 wurde von Schmettau zum Reichsgrafen ernannt, 1748 zum dänischen Kammerherrn. 1763 bekam er den Dannebrog-Orden und 1777 den Elephanten-Orden verliehen.